# Leo Perutz
Leo Perutz, född 2 november 1882 i Prag, död 25 augusti 1957 i Bad Ischl Österrike, var en österrikisk författare och dramatiker. Han emigrerade 1938 till Tel Aviv. Flera av hans böcker har filmatiserats.